# Israel Adesanya
Israel Mobolaji Temitayo Odunayo Oluwafemi Owolabi Adesanya, mais conhecido como Israel Adesanya (Lagos, 22 de julho de 1989), é um  lutador profissional nigeriano de MMA, e ex-lutador de Kickboxing. Adesanya foi oito vezes campeão mundial Peso-Médio pelo UFC, e realizou seis defesas de título na organização.

## Biografia
Israel Adesanya nasceu em Lagos, na Nigéria, em uma família com 5 filhos. Seu pai, Femi, é contador e sua mãe, Taiwo, é enfermeira. Israel estudou na Chrisland School, e treinava  Taekwondo depois das aulas até sua mãe proibi-lo de treinar após uma lesão. Em 2001, ele se mudou para Ghana com sua família por 10 meses, mas devido à vontade de seus pais que seus filhos recebessem uma boa educação, ele foi morar em Rotorua, Nova Zelândia aos 10 anos de idade e estudou na Rotorua Boys' High School. Adesanya não se interessava por esportes no ensino médio; ele se interessava em animes japoneses tais como Death Note e Naruto. Adesanya sofria muito bullying no ensino médio, e atribuiu sua vontade de treinar artes marciais aos maus-tratos que vivenciou na adolescência.
Aos 18 anos, Adesanya começou a treinar kickboxing, após se inspirar no filme de Muay Thai Ong-Bak. Ele veio a acumular um cartel amador no kickboxing de 32-0 antes de se mudar para lutar na China. Aos 21, Adesanya se mudou para Auckland, Nova Zelândia, e começou a treinar com o mestre Eugene Bareman na City Kickboxing, com outros bons lutadores de MMA tais como Dan Hooker, Kai Kara-France e Alexander Volkanovski.

## Carreira no MMA
Adesanya fez sua estreia no MMA profissional em 2012. Lutando em Hong Kong, Australia e China pelos próximos 5 anos e meio, ele acumulou um cartel de 11-0, com todas a vitórias vindo via KO/TKO vindo posteriormente a ser contratado pelo UFC.

### UFC
Em dezembro de 2017, foi anunciado que Adesanya tinha sido contratado pelo UFC. Ele fez sua estréia contra Rob Wilkinson em 11 de Fevereiro de 2018, no UFC 221: Romero vs. Rockhold. Ele venceu por nocaute técnico no segundo round.[10] Está vitória lhe rendeu o bônus de Performance da noite.
A próxima luta de Adesanya foi marcada para 14 de Abril de 2018, contra o italiano Marvin Vettori, no UFC on FOX 29. Ele venceu a luta por decisão dividida.
Adesanya enfrentou Brad Tavares em 6 de Julho de 2018 no The Ultimate Fighter 27 Finale. Adesanya venceu a luta por decisão unânime. Esta vitória lhe rendeu o bônus de Performance da noite.
Adesanya enfrentou Derek Brunson em 3 de novembro de 2018, no UFC 230: Cormier vs. Lewis. Ele venceu a luta por nocaute técnico no primeiro round. Esta vitória lhe rendeu o bônus de Performance da Noite.
Adesanya enfrentou Anderson Silva em 10 de Fevereiro de 2019, no UFC 234. Ele venceu a luta por decisão unânime. Esta luta lhe rendeu o bônus de Luta da Noite.
Adesanya enfrentou Kelvin Gastelum, pelo Cinturão Peso Médio Interino do UFC, em 13 de Abril de 2019, no UFC 236: Holloway vs. Poirier 2. Ele venceu a luta por decisão unânime. Esta luta lhe rendeu o bônus de Luta da Noite.

#### Cinturão
O nigeriano conquistou o título linear da categoria com vitória sobre Robert Whittaker por nocaute técnico no 2º round da luta principal do UFC 243: Whittaker vs. Adesanya ocorrida no dia 5 de outubro de 2019. A vitória rendeu a Adesanya o prêmio de Performance da Noite. Adesanya defendeu o cinturão pela segunda no dia 26 de setembro de 2020 e venceu o brasileiro Paulo Borrachinha no segundo round por nocaute. 
No dia 13 de novembro de 2022 perdeu para o seu algoz Alex Pereira pela terceira vez, perdendo assim o cinturão no UFC 281. A derrota foi semelhante a sua segunda luta em que estava vencendo, mas foi nocauteado.
Em 08 de abril de 2023, às 11:00 PM, Adesanya nocauteou Alex, aos 4:21 do segundo round, no UFC 287, retomando seu cinturão dos pesos médios. Esta também foi a primeira vitória dele sobre seu algoz (foram duas derrotas no Kickboxing, no Glory e uma no MMA).

## Campeonatos e realizações
- Ultimate Fighting Championship
  - Cinturão Peso Médio do UFC (uma vez - atual campeão)
    - Cinco Defesas de Cinturão (vs. Yoel Romero, Paulo Costa, Marvin Vettori, Robert Whittaker e Jared Cannonier. )

  - Cinturão Peso Médio Interino do UFC (uma vez)
  - Performance da Noite (Cinco vezes) vs. Rob Wilkinson, Brad Tavares, Derek Brunson, Robert Whittaker e Paulo Costa
  - Luta da Noite (Duas vezes) vs. Anderson Silva e Kelvin Gastelum
  - Mais knockdowns em uma disputa por cinturão (4)
- Australian Fighting Championship
  - Cinturão Peso Médio do AFC
- Hex Fighting Series
  - Cinturão Peso Médio do Hex Fighting Series

## Cartel no MMA
| Cartel no MMA   |             |            |
| 29 lutas        | 24 vitórias | 5 derrotas |
| Por nocaute     | 16          | 2          |
| Por finalização | 0           | 1          |
| Por decisão     | 8           | 2          |

| Res.    | Cartel | Oponente            | Método                               | Evento                                  | Data       | Round | Tempo | Local                          | Notas                                                                            |
| ------- | ------ | ------------------- | ------------------------------------ | --------------------------------------- | ---------- | ----- | ----- | ------------------------------ | -------------------------------------------------------------------------------- |
| Derrota | 24-5   | Nassourdine Imavov  | Nocaute Técnico (socos)              | UFC Fight Night: Adesanya vs. Imavov    | 01/02/2025 | 2     | 0:30  | Riyadh                         |                                                                                  |
| Derrota | 24-4   | Dricus du Plessis   | Finalização (mata-leão)              | UFC 305: du Plessis vs. Adesanya        | 10/09/2023 | 4     | 3:38  | Perth                          | Pelo Cinturão Peso Médio do UFC.                                                 |
| Derrota | 24-3   | Sean Strickland     | Decisão (unânime)                    | UFC 293: Adesanya vs. Strickland        | 10/09/2023 | 5     | 5:00  | Sydney                         | Perdeu o Cinturão Peso Médio do UFC.                                             |
| Vitória | 24-2   | Alex Pereira        | Nocaute (socos)                      | UFC 287: Pereira vs. Adesanya 2         | 08/04/2023 | 2     | 4:21  | Miami, Flórida                 | Ganhou o Cinturão Peso Médio do UFC; Performance da Noite; Nocaute do ano.       |
| Derrota | 23-2   | Alex Pereira        | Nocaute Técnico (socos)              | UFC 281: Adesanya vs. Pereira           | 12/11/2022 | 5     | 2:01  | Nova Iorque, Nova Iorque       | Perdeu o Cinturão Peso Médio do UFC.                                             |
| Vitória | 23-1   | Jared Cannonier     | Decisão (unânime)                    | UFC 276: Adesanya vs. Cannonier         | 02/07/2022 | 5     | 5:00  | Las Vegas, Nevada              | Defendeu o Cinturão Peso Médio do UFC.                                           |
| Vitória | 22-1   | Robert Whittaker    | Decisão (unânime)                    | UFC 271: Adesanya vs. Whittaker 2       | 12/02/2022 | 5     | 5:00  | Houston, Texas                 | Defendeu o Cinturão Peso Médio do UFC.                                           |
| Vitória | 21-1   | Marvin Vettori      | Decisão (unânime)                    | UFC 263: Adesanya vs. Vettori 2         | 12/06/2021 | 5     | 5:00  | Glendale, Arizona              | Retornou aos Médios; Defendeu o Cinturão Peso Médio do UFC.                      |
| Derrota | 20-1   | Jan Blachowicz      | Decisão (unânime)                    | UFC 259: Blachowicz vs. Adesanya        | 06/03/2021 | 5     | 5:00  | Las Vegas, Nevada              | Estreia nos Meio Pesados; Pelo Cinturão Meio Pesado do UFC.                      |
| Vitória | 20-0   | Paulo Costa         | Nocaute Técnico (socos)              | UFC 253: Adesanya vs. Costa             | 26/09/2020 | 2     | 3:59  | Abu Dhabi                      | Defendeu o Cinturão Peso Médio do UFC; Performance da Noite.                     |
| Vitória | 19-0   | Yoel Romero         | Decisão (unânime)                    | UFC 248: Adesanya vs. Romero            | 07/03/2020 | 5     | 5:00  | Las Vegas, Nevada              | Defendeu o Cinturão Peso Médio do UFC.                                           |
| Vitória | 18-0   | Robert Whittaker    | Nocaute (socos)                      | UFC 243: Whittaker vs. Adesanya         | 05/10/2019 | 2     | 3:33  | Melbourne                      | Ganhou e unificou o Cinturão Peso Médio do UFC; Performance da Noite.            |
| Vitória | 17-0   | Kelvin Gastelum     | Decisão (unânime)                    | UFC 236: Holloway vs. Poirier 2         | 13/04/2019 | 5     | 5:00  | Atlanta, Georgia               | Ganhou o Cinturão Peso Médio Interino do UFC; Luta da Noite; Luta do Ano (2019). |
| Vitória | 16-0   | Anderson Silva      | Decisão (unânime)                    | UFC 234: Adesanya vs. Silva             | 10/02/2019 | 3     | 5:00  | Melbourne                      | Luta da Noite.                                                                   |
| Vitória | 15-0   | Derek Brunson       | Nocaute Técnico (joelhada e socos)   | UFC 230: Cormier vs. Lewis              | 03/11/2018 | 1     | 4:51  | Cidade de Nova York, Nova York | Performance da Noite.                                                            |
| Vitória | 14-0   | Brad Tavares        | Decisão (unânime)                    | The Ultimate Fighter: Undefeated        | 06/07/2018 | 5     | 5:00  | Las Vegas, Nevada              | Performance da Noite.                                                            |
| Vitória | 13-0   | Marvin Vettori      | Decisão (dividida)                   | UFC on Fox: Poirier vs. Gaethje         | 14/04/2018 | 3     | 5:00  | Glendale, Arizona              |                                                                                  |
| Vitória | 12-0   | Rob Wilkinson       | Nocaute Técnico (joelhadas e socos)  | UFC 221: Romero vs. Rockhold            | 11/02/2018 | 2     | 3:37  | Perth                          | Estreia no UFC; Performance da Noite                                             |
| Vitória | 11-0   | Stuart Dare         | Nocaute (chute na cabeça)            | Hex Fighting Series 12                  | 24/11/2017 | 1     | 4:53  | Melbourne                      | Ganhou o Cinturão Peso Médio Vago do Hex Fighting Series.                        |
| Vitória | 10-0   | Melvin Guillard     | Nocaute Técnico (socos)              | Australia Fighting Championship 20      | 28/07/2017 | 1     | 4:49  | Melbourne                      | Ganhou o Cinturão Peso Médio do AFC.                                             |
| Vitória | 9-0    | Murad Kuramagomedov | Nocaute Técnico (socos)              | Wu Lin Feng: E.P.I.C. 4                 | 28/05/2016 | 2     | 1:05  | Henan                          |                                                                                  |
| Vitória | 8-0    | Andrew Flores Smith | Nocaute Técnico (interrupção médica) | Glory of Heroes 2                       | 07/05/2016 | 1     | 5:00  | Shenzhen                       |                                                                                  |
| Vitória | 7-0    | Dibir Zagirov       | Nocaute Técnico (socos)              | Wu Lin Feng: E.P.I.C. 2                 | 13/03/2016 | 2     | 2:23  | Henan                          |                                                                                  |
| Vitória | 6-0    | Vladimir Katykhin   | Nocaute Técnico (interrupção médica) | Wu Lin Feng: E.P.I.C. 1                 | 13/01/2016 | 2     | N/A   | Henan                          |                                                                                  |
| Vitória | 5-0    | Gele Qing           | Nocaute Técnico (cotoveladas)        | Wu Lin Feng 2015: New Zealand vs. China | 05/09/2015 | 2     | 3:37  | Auckland                       |                                                                                  |
| Vitória | 4-0    | Maui Tuigamala      | Nocaute Técnico (chute no corpo)     | Fair Play Fighting 1                    | 05/09/2015 | 2     | 1:25  | Auckland                       |                                                                                  |
| Vitória | 3-0    | Kenan Song          | Nocaute Técnico (socos)              | The Legend of Emei 3                    | 28/08/2015 | 1     | 1:59  | Shahe                          |                                                                                  |
| Vitória | 2-0    | John Vake           | Nocaute Técnico (socos)              | Shuriken MMA: Best of the Best          | 15/06/2013 | 2     | 3:10  | Auckland                       |                                                                                  |
| Vitória | 1-0    | James Griffiths     | Nocaute Técnico (socos)              | Supremacy Fighting Championship 9       | 24/03/2012 | 1     | 2:09  | Auckland                       |                                                                                  |